# Istorii subterane
Istorii subterane (rumänisch; übersetzt „Untergrundgeschichte“) ist eine rumänische Buchreihe, die seit 2008 in der Edition Polirom in Iași und Bukarest erscheint und von Stelian Tănase koordiniert wird. Die Sammlung soll dem Koordinator zufolge „gewisse Lücken in der Geschichtsforschung“ in Rumänien schließen. Die Bände enthalten Materialien zu wichtigen Persönlichkeiten des politischen und kulturellen Lebens Rumäniens des 20. Jahrhunderts wie Nae Ionescu, Emil Bodnăraș, Christian Rakowski, Petru Groza oder Panait Istrati und anderen. Außerdem behandelt sie bedeutende Momente dieser Zeit, wie die rumänische Avantgarde aus den Archiven der Staatssicherheit, den spanischen Bürgerkrieg usw., von denjenigen, die eine aktive Rolle dabei spielten.
William Totok, Gründungsmitglied der „Aktionsgruppe Banat“, beispielsweise trug für die Reihe den Band Der Bischof, Hitler und die Securitate. Der stalinistische Prozess gegen die „Spione des Vatikans“ in Rumänien bei (siehe unter Augustin Pacha), Lavinia Betea den über die Apotheose Ceaușescus am 21. August 1968.

## Bände
Die folgende Übersicht erhebt keinen Anspruch auf Aktualität oder Vollständigkeit:
- 1 Racovski. Dosar secret [Geheimakte Rakowski]. Stelian Tănase
- 2 Avangarda românească în arhivele Siguranței [Rumänische Avantgarde in den Archiven der Siguranța]. Stelian Tănase
- 3 Dosarul Brucan. Documente ale Directiei a III-a Contraspionaj a Departamentului Securitatii Statului (1987–1989) [Die Brucan-Akte. Dokumente der Dritten Direktion für Spionageabwehr des Ministeriums für Staatssicherheit (1987–1989)]. Radu Ioanid
- 4 Episcopul, Hitler si Securitatea. Procesul stalinist impotriva „spionilor Vaticanului“ din Romania [Der Bischof, Hitler und die Securitate. Der stalinistische Prozess gegen die „Spione des Vatikans“ in Rumänien]. William Totok
- 5 21 august 1968 – Apoteoza lui Ceaușescu [21. August 1968: Apotheose Ceaușescus].  Lavinia Betea (Koordinator)
- 6 Cioran si Securitatea [Cioran und die Securitate]. Stelian Tănase (Koordinator)